# South Mountain (Texas)
South Mountain è un centro abitato degli Stati Uniti d'America, situato nella contea di Coryell dello Stato del Texas. Fa parte dell'area metropolitana di Killeen–Temple–Fort Hood.

## Geografia fisica
South Mountain è situata a 31°26′06″N 97°40′36″W (31.435056, -97.676587).
Secondo lo United States Census Bureau, ha un'area totale di 1,6 miglia quadrate (4.2 km²).

## Società

### Evoluzione demografica
Secondo il censimento del 2000, c'erano 412 persone, 146 nuclei familiari, e 121 famiglie residenti nella città. La densità di popolazione era di 252,9 persone per miglio quadrato (97,6/km²). C'erano 161 unità abitative a una densità media di 98,8 per miglio quadrato (38,1/km²). La composizione etnica della città era formata dall'86,89% di bianchi, l'1,94% di afroamericani, il 3,40% di asiatici, il 7,04% di altre razze, e lo 0,73% di due o più etnie. Ispanici o latinos di qualunque razza erano il 9,47% della popolazione.
C'erano 146 nuclei familiari di cui il 41,1% avevano figli di età inferiore ai 18 anni, il 71,2% erano coppie sposate conviventi, il 7,5% aveva un capofamiglia femmina senza marito, e il 17,1% erano non-famiglie. Il 13,0% di tutti i nuclei familiari erano individuali e il 2,7% aveva componenti con un'età di 65 anni o più che vivevano da soli. Il numero di componenti medio di un nucleo familiare era di 2,82 e quello di una famiglia era di 3,08.
La popolazione era composta dal 28,9% di persone sotto i 18 anni, il 7,5% di persone dai 18 ai 24 anni, il 24,8% di persone dai 25 ai 44 anni, il 26,5% di persone dai 45 ai 64 anni, e il 12,4% di persone di 65 anni o più. L'età media era di 37 anni. Per ogni 100 femmine c'erano 93,4 maschi. Per ogni 100 femmine dai 18 anni in giù, c'erano 94,0 maschi.
Il reddito medio di un nucleo familiare era di 31.250 dollari, e quello di una famiglia era di 34.688 dollari. I maschi avevano un reddito medio pro capite di 24.625 dollari contro i 18.333 dollari delle femmine. Il reddito medio pro capite era di 14.863 dollari. Circa il 10,3% delle famiglie e il 6,7% della popolazione erano sotto la soglia di povertà, incluso il 2,4% di persone sotto i 18 anni e il 7,7% di persone di 65 anni o più.